# Giardino della grande vista
Il giardino della Grande Vista (in cinese: 大观园; Pinyin: Dàguānyuán) è il grande giardino del romanzo classico cinese Il sogno della camera rossa, dove si svolge gran parte della storia.

## Il giardino nel romanzo
Nel romanzo, il giardino viene costruito nei capitoli 16 e 17 del romanzo ed è il luogo in cui si svolge la prima visita di Jia Yuanchun a una concubina imperiale.  A quel tempo, musica e luci decoravano il luogo in modo da accogliere degnamente le visite dell'Imperatore. Dopo la partenza di Yuanchun, il giardino su richiesta della stessa Yuanchun diventa la casa di suo fratello, della sua sorellastra, di sua cognata e delle cugine. Essendo un luogo molto bello e pieno di pace, è la casa perfetta per Baoyu e le ragazze.  Anche Nonna Liu fa una visita al giardino della Grande Vista nei capitoli 40 e 41 ed è molto impressionata dalla vegetazione, dall'acqua, dalla disposizione e dalla vita del giardino, tanto da commissionare a Xichun la realizzazione di un dipinto del giardino. È qui che molti incontrano la monaca Miaoyu ed è qui che Miaoyu viene rapita. Alla fine le giovani ragazze vengono allontanate dal giardino. Yingchun si sposa e muore. Anche Tanchun si sposa ma va a vivere in un posto di frontiera. Shi Xiangyun si posa e rimane vedova, mentre Baochai sposa Baoyu e viene abbandonata. Lin Daiyu muore id dolore e Li Wan si trasferisce negli appartamenti interni di casa Ronnguo.
Quando le tenute della famiglia vengono confiscate, il giardino viene saccheggiato e poi distrutto dalle guardie imperiali.

## Il giardino a Pechino
Nel 1989 nella parte sud-est di Pechino (distretto Xuanwu), è stato costruito un giardino che imita il giardino del romanzo e si chiama proprio come il giardino del romanzo. Una famosa serie televisiva tratta dal romanzo Il sogno della camera rossa è stata girata in questo giardino.
Il giardino copre un'area di 13 ettari, con più di 40 punti panoramici e progettato accuratamente. Le parti più belle sono i cortili che riproducono le residenze dei membri più importanti della famiglia Jia. Questi edifici tradizionali cinesi rivelano la personalità dei vari personaggi che (nel romanzo) li occupavano. I visitatori possono sentire l'ambiente in cui si svolgevano gli amori e gli affari politici di questa famiglia medioevale.
L'edificio più interessante nel parco è la Casa Rossa del Divertimento, dove viveva Jia Baoyu, il protagonista del romanzo. Un altro edificio è la Casina di BambùA, un cortile piccolo e semplice decorato in verde chiaro, con sottili canne di bambù che crescono nel cortile, che ospitava la debole e sfortunata Lin Daiyu, eroina del romanzo.